# Handianus sarekandinus
Handianus sarekandinus är en insektsart som beskrevs av Dlabola 1959. Handianus sarekandinus ingår i släktet Handianus och familjen dvärgstritar. Inga underarter finns listade i Catalogue of Life.